# Mercedes-AMG
Mercedes-AMG GmbH es una subsidiaria de automóviles de altas prestaciones propiedad de Mercedes-Benz Group. Orientada en la modificación de vehículos Mercedes-Benz. Se modifican tanto el chasis como la suspensión y el motor, que es fabricado a mano por una persona determinada de esta división el cual siempre lleva el nombre en el motor. Es equivalente a la división BMW M de BMW y la división RS de Audi. Son automóviles muchas veces usados en competición, con las adaptaciones adecuadas, dando muy buenos resultados, como el equipo Mercedes-AMG Petronas Motorsport que ha ganado varios mundiales de Fórmula 1, tanto a nivel de pilotos como de constructores.

## Inicios y Cronología

Logo en gris.

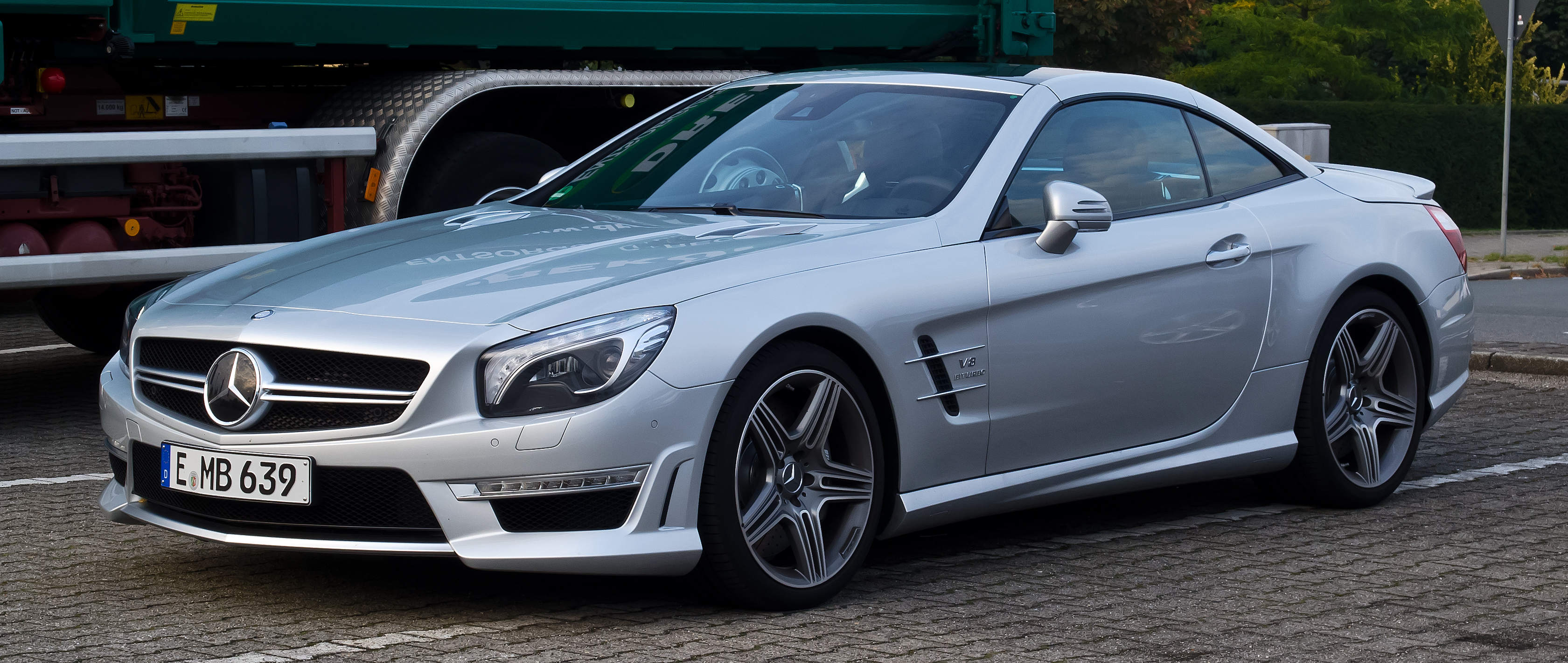
SL 63 AMG (R 231).

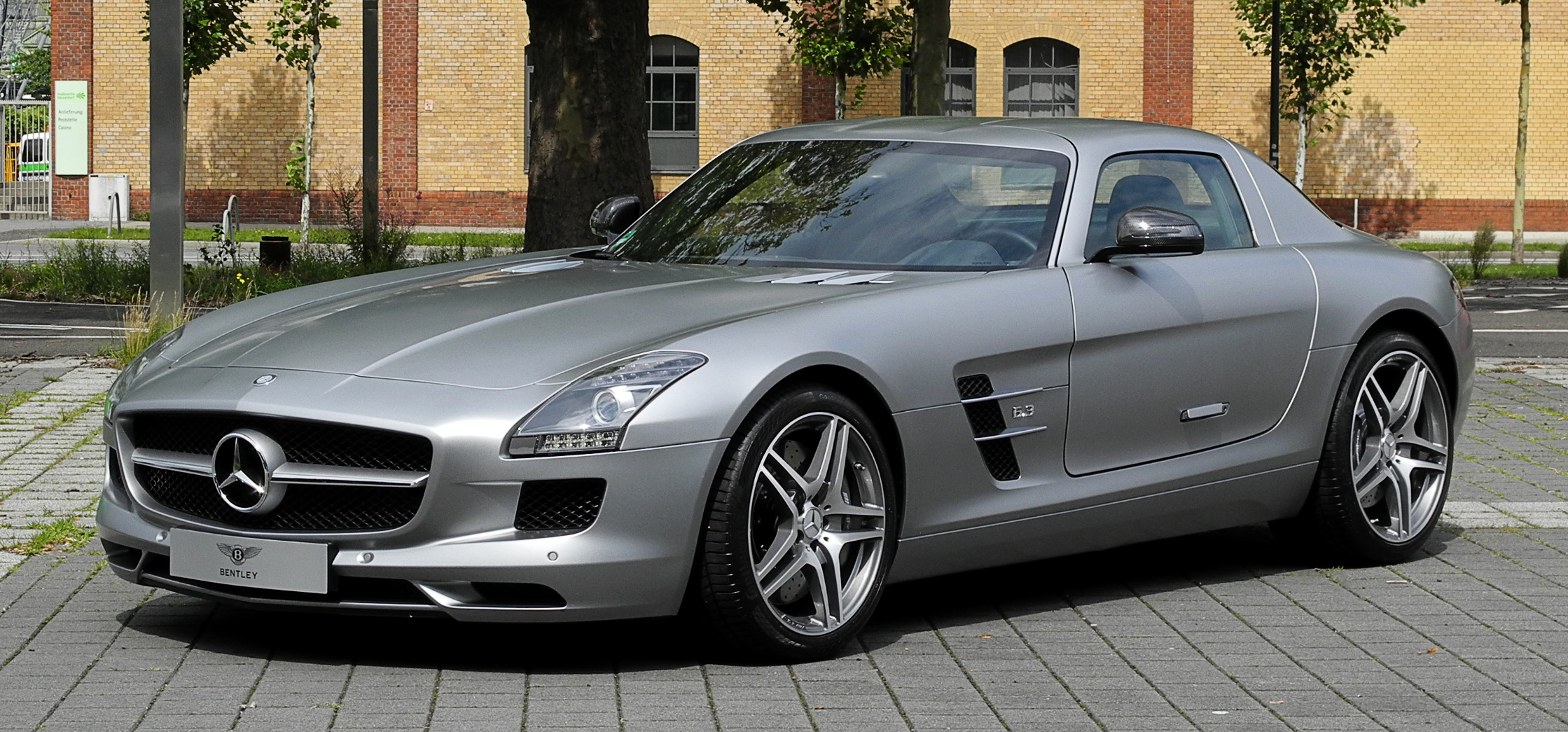
SLS AMG (C 197) en Düsseldorf.

En 1967 Hans Werner Aufrecht y Eberhard Melcher, ambos exingenieros de Daimler-Benz, inician su empresa en el viejo molino de Burgstall. Su misión: La ingeniería, diseño y desarrollo de motores de carreras para exclusivamente autos Mercedes Benz.
El nombre AMG proviene de la primera letra de los apellidos de los fundadores y del nombre de su ciudad natal. Aufrecht, Melcher y Großaspach.
1971: El AMG Mercedes 300 SEL 6.8 gana en su categoría las 24 horas de Spa, con Hans Heyer y Clemens Schickendanz.
1978: el viejo molino en Burgstall se ha vuelto insuficiente para AMG, por lo que la oficina matriz se reubica en Affalterbach. Para entonces, AMG ya cuenta con 40 empleados.
1985: la planta en Affalterbach incrementa su operación y AMG contrata a su empleado número 100.
1988: AMG se convierte en equipo oficial de Mercedes-Benz en el regreso de la marca al Deutsche Tourenwagen Meisterschaft.
1990: la planta II abre en Affalterbach. AMG ya tiene 400 empleados. Se firma un acuerdo de cooperación con Mercedes-Benz.
1992: el piloto Klaus Ludwig gana el Campeonato Alemán de Turismos (DTM) con el Mercedes-Benz 190E 2.5-16 Evolution II, preparado por AMG.
1993: se lanza el primer vehículo desarrollado bajo el acuerdo de cooperación entre Mercedes-Benz y AMG: el Mercedes-Benz C36 AMG. AMG es ya una marca muy reconocida y se convierte en una Marca Registrada.
1994: una vez más, Klaus Ludwig gana el DTM con AMG.
1995: por tercera ocasión, AMG gana el DTM con el piloto Bernd Schneider, así como también gana por primera vez el título del Campeonato Internacional de Turismos (ITC), la nueva serie internacional.
1996: AMG es finalista en el Campeonato Internacional de Turismos (ITC) con Bernd Schneider. En el Salón del Automóvil de Ginebra, AMG presenta el E50 AMG y de fabricante de motores se convierte en constructor de vehículos.
1997: AMG celebra su éxito al producir 5000 unidades del Clase C36 AMG y 2.000 unidades del Clase E50 AMG. Los sucesores, el C43 AMG y E55 AMG son lanzados al mercado poco después del autoshow de Frankfurt (IAA). Bernd Schneider gana el campeonato de conductores en un CLK-GTR y AMG gana el campeonato por equipos.
1998: la versión de calle del CLK-GTR se fabrica en una edición limitada de 25 unidades. AMG-Mercedes gana las diez carreras del Campeonato FIA GT. Klaus Ludwig y Ricardo Zonta se adjudican el título.
1999: el 1 de enero Mercedes-AMG GmbH se funda como una subsidiaria de DaimlerChrysler AG, con el Dr. Wolfgang Bernhard como director general. La división deportiva se separa de AMG a la empresa HWA.
2001: Se lanzan los modelos SLK32 AMG y C32 AMG, basados, respectivamente, en el SLK R170 y en el C W203. Ulrich Bruhnke se convierte en director general de AMG. En marzo, el E55 AMG número 10.000 sale de la línea de montaje. Bernd Schneider gana su segundo campeonato consecutivo en el DTM. Para terminar el año se anuncia un nuevo récord de producción: 18 700 vehículos AMG.
2002: en septiembre, Mercedes-AMG celebra su 35 aniversario. Una nueva fábrica de motores, una nueva sala de exhibición y dos nuevas plantas son inauguradas. Más de 18 000 autos son vendidos en el mundo y más de 30 000 paquetes de estilización AMG son instalados.
2003: el motor V8 con turbocompresor ocupa el primer lugar en los premios Engine of the Year. Hubertus Troska es el nuevo director general de AMG. Bernd Schneider gana su tercer campeonato consecutivo del DTM. Se registra la producción más alta en la historia con 20 000 unidades vendidas.
2004: se lanzan los modelos CLS55 AMG, SL65 AMG, S65 AMG, y CLK DTM AMG.
2005: Lista la nueva generación de motores V8 atmosféricos M156 de 6208 cm³ (6,2 L; 378,8 plg³) y con ella, diversos modelos que los equipan, como el C63 AMG, el S63 AMG y el ML63 AMG.
2008: sale al mercado el SL65 Black Series, un superdeportivo basado en el SL65 AMG al cual se le ha reducido drásticamente el peso mediante el uso de la fibra de carbono. Dispone de un motor V12 biturbo que genera 670 CV (661 HP; 493 kW).
2010: sale a la venta el primer coche fabricado enteramente por AMG: el Mercedes Benz SLS AMG, que equipa el motor M159 de 6208 cm³ (6,2 L; 378,8 plg³) con 571 CV (563 HP; 420 kW).
2011: AMG presenta el nuevo motor M157 5.5 biturbo con más potencia que su predecesor, el 6.3 y con un consumo más contenido gracias a nuevas medidas de ahorro de combustible como el Start&Stop, la inyección directa o la desconexión selectiva de cilindros. Lo equipan vehículos como la ML63 AMG de tercera generación (W166).
2014: Mercedes-Benz presenta el primer coche en llevar la nueva denominación: Mercedes-AMG, llamado Mercedes-AMG GT. Este coche es además el sucesor del Mercedes-Benz SLS AMG. Lleva un motor V8 Biturbo con 462 CV (456 HP; 340 kW) en la versión básica y 510 CV (503 HP; 375 kW) en la versión S. Concebido para que rivalizar con el Jaguar F-Type y el rey de la categoría Porsche 911.[cita requerida]
2015: Mercedes-Benz decide separar AMG de la filial Benz, pasando a cambiar la denominación AMG a Mercedes-AMG. A partir de aquel momento todos los modelos firmados por AMG llevarán ese nombre en vez de Mercedes-Benz.
2016: Con motivo del Festival de la Velocidad de Goodwood se presenta la versión más radical del Mercedes-AMG GT, el Mercedes-AMG GT R. Tiene el mismo motor V8 biturbo de 4.0 L, pero potenciado a 585 CV (577 HP; 430 kW) y con ruedas traseras directrices, el cual ha sido concebido igualmente para competir con las versiones más radicales del F-Type y el 911: Los Jaguar F-Type SVR con 575 CV (567 HP; 423 kW) y Porsche 911 Turbo S con 580 CV (572 HP; 427 kW).[cita requerida]
- C 63
- E 55
- E 63
- E 63 Estate
- E 63 S
- E 63 S Estate
- G 63
- G 63 6x6
- G 65
- A 45
- CLA 45
- CLS 63
- GLA 45
- GLC 43
- GLC 43 Coupé
- GLC 63
- GLC 63 Coupé
- GLE 63
- GLE 63 Coupé
- GLS 63
- SL 63 (R 231)
- SLS (C 197)